# Galerie Semper
La Galerie Semper est un musée à Dresde. Le bâtiment construit par l'architecte Gottfried Semper de 1847 à 1854 dans le style de la Haute Renaissance italienne se situe dans le centre-ville de Dresde. Il borde le Zwinger au nord-est et abrite la Gemäldegalerie Alte Meister et une partie de la Skulpturensammlung.

## Histoire
En raison de la nécessité d'un nouveau bâtiment de musée pour la galerie de portraits qui répondrait aux exigences du XIXe siècle, Gottfried Semper est chargé en 1838 par la commission de la galerie mise en place par le roi Frédéric-Auguste II de Saxe de concevoir un bâtiment de galerie. Dans les années 1840, d'autres emplacements et la conversion appropriée des bâtiments existants furent également discutés, y compris l'ancienne sucrerie Calberla (de) sur la Theaterplatz.
La première pierre de la galerie est posée en 1847. Lorsque Semper doit fuir le royaume de Saxe en raison de sa participation à l'insurrection de mai 1849, l'édifice est achevé jusqu'au rez-de-chaussée. Après l'évasion de Semper, Karl Moritz Haenel (de) et l'élève le plus fidèle de Semper, le maître d'œuvre de la cour Bernhard Krüger, reprennent la direction de la construction. Les sculpteurs de Dresde Ernst Rietschel et Ernst Hähnel sont chargés de la décoration de la façade. Semper influence le choix du motif des œuvres en grès.
Sur la façade faisant face à la Theaterplatz, les personnages représentés proviennent de l'Antiquité classique et du côté sud (face au Zwingerhof) de la culture chrétienne-occidentale. Rietschel et Hähnel partagent l'exécution artistique et soumettent leurs conceptions à la commission de construction en 1850, elles sont approuvées le 28 février 1851 par le roi à la condition que les statues soient achevées d'ici fin 1853. Rietschel assume la responsabilité du côté de la Theaterplatz et Hähnel est responsable du côté du Zwinger. Le travail pénible est effectué par des tailleurs de pierre sous la supervision des sculpteurs directement sur la façade du bâtiment à partir de l'échafaudage selon des modèles en argile.
Jusqu'à la Seconde Guerre mondiale, la galerie Semper abrite la collection de peintures, la collection d'estampes, de dessins et de photographies et la collection de sculptures classiques. Le bâtiment est gravement endommagé lors du bombardement de Dresde le 13 février 1945. La plupart des peintures ont été évacuées pour être conservées plus tôt et n'ont donc pas été endommagées. La reconstruction du bâtiment est achevée en 1960. Après une autre période de restauration de plus de quatre ans, la galerie Semper rouvre en 1992.
La Galerie Semper est rénovée de 2013 à 2019. Dans la première phase de construction jusqu'à mi-2015, l'aile orientale est rénovée pour 22,3 millions d'euros et jusqu'en 2019 l'aile occidentale pour 24,4 millions d'euros. La structure de base du bâtiment est conservée, mais l'orientation des visiteurs, les voies d'évacuation et l'accessibilité sont améliorées et les services du bâtiment renouvelés. Des signes d'usure, des dommages aux lucarnes et des problèmes structurels rendent nécessaire la rénovation complète. L'eau s'est infiltrée dans la maçonnerie par le toit qui fuyait, était moisi et devait être rénové.
La Rüstkammer fut conservée dans la galerie Semper jusqu'en septembre 2012. En 2013, elle est transférée à la Riesensaal dans le château de la Résidence de Dresde.
Depuis la réouverture de la Galerie Semper le 29 février 2020, la collection de sculptures antiques est exposée dans la Salle des Antiquités (hall est de la galerie).

## Décoration
La galerie Semper est un bâtiment en grès de trois étages. La façade avant est divisée en 23 et les façades latérales sont divisées en trois axes. La façade présente une saillie centrale et deux latérales. L'avant-corps central est triangulaire, tandis que les deux avant-corps latéraux sont uniaxiaux.
Il y a 120 sculptures en grès sur la façade extérieure de la galerie Semper, en particulier 12 statues, 16 reliefs, 20 médaillons et 72 écoinçons au-dessus des fenêtres et des arcades. Plus de 160 figures d'une grande variété d'époques (de Zeus à Moïse et de Michel-Ange à Goethe) sont visibles. Le relief Amour et Psyché orne l'entrée principale de la galerie de tableaux en dessus-de-porte.
Le thème de la rédemption est interprété comme un lien entre l'antiquité classique et le thème chrétien dans les œuvres de la galerie de tableaux des maîtres anciens de la galerie Semper.
La façade donnant sur la Theaterplatz a des fenêtres en plein cintre à l'étage supérieur, qui alternent avec des fenêtres à édicule. L'avant-corps central montre une dominance architecturale, à cause des colonnes pleines et au motif de l'arc de triomphe ; La sculpture architecturale sous forme de statues est limitée à l'avant-corps central. Les renfoncements de l'avant-corps central comportent des axes plus légers, au-dessus desquels se trouvent des médaillons circulaires à bustes. La sculpture figurative en relief se limite également à l'avant-corps central.
Le bâtiment de la Zwingerhof a une façade de deux étages devant un bâtiment central de trois étages, le sous-sol présentant un fort bossage. Les axes des fenêtres sont interprétés comme des arcades. L'étage supérieur de la façade faisant face au Zwingerhof montre une rangée uniforme composée de fenêtres en plein cintre avec un motif de serlienne et des demi-colonnes. Un grenier forme l'extrémité supérieure. Le risalit central du Zwingerhof est représenté sur les deux étages sous la forme d'un arc de triomphe antique avec des colonnes corinthiennes pleines. Au rez-de-chaussée, les piliers de l'avant-corps central reprennent le motif de serlienne. Les colonnes projetées, qui sont cannelées, supportent l'architrave et l'entablement. À l'étage supérieur de l'avant-corps central, il y a des figures de niche au lieu d'ouvertures latérales.
L'avant-corps se termine par une coupole octogonale. Le passage est déterminé par l'octogone du bâtiment du dôme. L'archétype de Septime Sévère ou Constantin à Rome est le modèle. Lorsque Semper part en 1849, le bâtiment est achevé jusqu'au rez-de-chaussée. Les successeurs de Semper, Krüger et Haenel, ne savent pas qu'il avait imaginé le dôme beaucoup plus grand que dans un modèle qui n'avait pour but que de corriger les proportions par la suite. Il voulait que le dôme soit rond, beaucoup plus haut, étagé et lisse au sommet, éclairé par quatre fenêtres cintrées ornées et sculptées, et placé sur le dessus un groupe colossal de métal martelé. Krüger et Haenel, cependant, rendent le dôme très bas selon le modèle d'essai, le rendant même octogonal, sans marches et avec de lourds travaux de pierre de taille ou de panneaux.
L'intérieur du rez-de-chaussée du côté orientale est conçu comme un portique avec de fines colonnes ioniques de marbre noir et de hautes poutres voûtées. Dans la partie supérieure de la cage d'escalier, sur les panneaux muraux peints en gris sur gris, il y avait des figures allégoriques de la peinture et de la Saxe. L'artiste est le peintre C. Rolle.
Côté ouest, l'escalier est repris par le vestibule. Celle-ci est voûtée d'arêtes, soutenue par des colonnes corinthiennes de granit saxon gris poli. Les chapiteaux sont en grès, peints en blanc et décorés d'or. Les deux salles latérales étaient équipées de voûtes en berceau ; ils montrent des rosettes délicates dans les cassettes.
Les halls centraux à l'étage supérieur ont un puits de lumière. Les peintures décoratives à l'intérieur sont perdues. Ils étaient gris sur gris, sur un fond vert terne ou jaunâtre. Sur les murs de la salle latérale se trouvaient des frises de reliefs en plâtre illustrant l'histoire des peintres italiens, allemands et hollandais.
L'intérieur de la galerie Semper est détruit en 1945. Lors de la reconstruction ultérieure, les peintures originales sont présentées sous une forme très simplifiée.